# Историја Индије
Своје име Индија дугује старом персијском називу реке Инд – Синду. По уставу, држава се може називати и по свом називу у хинди језику Барат (भारत). Неке групе, нарочито муслимани, користе назив Хиндустан. Индија је имала значајну улогу у историји човечанства, јер је била место где се развијала једна од четири највеће старе цивилизације, центар великих трговинских путева и великих царевина. У њој су се развиле три велике религије – будизам, ламаизам и хиндуизам, а и ислам је оставио неизбрисив траг.
Према консензусу у модерној генетици, анатомски модерни људи први пут су стигли на Индијски потконтинент из Африке пре између 73 000 и 55 000 година. Међутим, најранији познати људски остаци у Јужној Азији датирају од пре 30 000 година. Насељени живот, који укључује прелазак са прикупљана храна на пољопривреду и сточарство, започео је у Јужној Азији око 7000. п. н. е. На месту Мергар, Белуџистан у Пакистану, може се документовати присуство припитомљавања пшенице и јечма, брзо праћено доместикацијом коза, оваца и говеда. До 4.500. п. н. е., насељени живот је био шири распрострањен, и почео је постепено да еволуира у Цивилизацију долине Инда, рану цивилизацију Старог света, што се одвијало истовремено са Древним Египтом и Месопотамијом. Ова цивилизација је процветала између 2.500. п. н. е. и 1.900. п. н. е. у данашњем Пакистану и северозападној Индији, а била је позната по урбанистичком планирању, кућама од печених опека, сложеној дренажи и снабдевању водом.
Око 1500. п. н. е, аријевска племена су се из централне Азије преселила у Индију и преузела доминацију, отпочевши ведски период историје. Друштвена организација по први пут достиже ниво државе; постепено, ствара се мрежа аријевских краљевина, а друштвено раслојавање доводи до утемељења кастинског система карактеристичног за читаву индијску историју. Од 6. века п. н. е, мисаони развоји доводе до настанка будизма и ђаинизма, њиховог процвата и издвајања из хиндуизма као одвојених верских покрета. У 5. веку п. н. е, са центром у Магади, у Индији стварају се прве царевине, међу којима је најпознатија и најуспешнија Династија Маурја.
Након пада Маурја, Индија прелази у дуг период политичке фрагментације, али и културне и цивилизацијске повезаности које је бивша царевина својим утицајем проширила. Династија Гупта је доминирала у периоду познатом као „Златно доба Индије“. Наука, уметност, литература, математика, астрономија и филозофија су све доживеле велики напредак под покровитељством ових владара. Тековине индијске цивилизације се у првом миленијуму шире и изван граница савремене Јужне Азије, с кључним и формативним утицајем у Индокини и Југоисточној Азији. Током другог миленијума нове ере, велики делови Индије потпадају под власт муслимана, прво Султаната у Делхију, а касније Могулског царства. Процењује се да је од 1000-1525 убијено 80 милиона Индуса.
Европски морепловци и колонисти први пут досежу Индију под командом португалског адмирала Васка да Гаме 1499. године. У наредном вековима Европљани су имали стално присуство, али још увек маргиналан политичан утицај у Индији. Пратећи распад Могулског царства, Британски колонисти користе ситуацију и током 18. века потчињавају читаву Индију својој власти. 1857. године власт директно преузима Британска влада, проглашавајући Индијско царство под својим монархом као сувереном. Француска и Португал су задржале своје мање колонијалне испоставе. Колонијална власт била је репресивна, али својим деловањем инструментална у стварању индијског национализма и тежње за уједињену и независну индијску републику. После дуге борбе за независност, под вођством Махатме Гандија, Џавахарлал Нехруа, и других, Индија је 1947. године постала независна држава.